# Theodor Krummacher
Theodor Gustav Hermann Adam Krummacher (ur. 25 sierpnia 1867 w Halberstadt, zm. 26 czerwca 1945 w Poczdam) – ewangelicki proboszcz i teolog niemieckiego pochodzenia.

## Życiorys
Theodor Krummacher urodził się 25 sierpnia 1867 roku w Halberstadt w Saksonii-Anhalt. Jego ojcem był protestancki teolog i tekściarz kościelnych pieśni, Cornelius Friedrich Adolf Krummacher, a dziadkiem teolog Friedrich Wilhelm Krummacher.
Po ukończeniu hrabiego liceum w Wernigerode i studiach teologicznych został w 1892 roku mianowany proboszczem kościoła Pokoju w Poczdamie. W 1896 roku przeniósł się na to samo stanowisko w nowo wybudowanym Kościele Pamięci Cesarza Wilhelma w Charlottenburgu.
Tam dowiedziała się o nim cesarzowa Augusta, żona Wilhelma II, i w 1910 roku pozyskała go na kapelana Fundacji Kaiserin Augusta, założonej w 1871 roku przez jej babcię, cesarzową Augustę, żonę Wilhelma I, której patronat przejęła w 1890 roku. Przez ponad 25 lat Krummacher poświęcił się temu zadaniu, które było również związane z pastorałem w Poczdamskim Kościele Zielonoświątkowym i był w tych latach jednym z najważniejszych pastorów rodziny cesarskiej w Poczdamie. W 1937 roku opublikował autobiografię pt. Wspomnienia z biura i domu (niem. Erinnerungen aus Amt und Haus). W swoich pamiętnikach Marie Bode nazywa go „persona gratissima całego dworu”.
Jako pastor Kościoła Pamięci Cesarza Wilhelma w 1910 r. wygłosił przemówienie żałobne podczas nabożeństwa żałobnego przed pogrzebem pisarza Juliusa Wolffa.
Theodor Gustav Hermann Adam Krummacher zmarł 26 czerwca 1945 w Poczdamie.

## Życie prywatne
Theodor Krummacher ożenił się z Elisabeth von der Goltz, siostrą generała majora Armii Cesarstwa Niemieckiego Rüdigera von der Goltz. Wspólnie dorobili się jednego syna, Friedricha-Wilhelma.